# Via delle Botteghe Oscure
Via delle Botteghe Oscure är en gata i Rione Pigna och Rione Sant'Angelo i Rom, vilken löper från Piazza d'Aracoeli till Piazza dei Calcarari. 
”Botteghe Oscure” (av latinets apotheca, ”upplag”, ”magasin”, och obscurus, ”mörk”, ”dunkel”) avser de affärs- och hantverksbodar vilka under medeltiden inrättades i Balbusteaterns ruiner; dessa bodar var mörka då de saknade fönster.

## Beskrivning
Vid nummer 31 ligger museet Crypta Balbi och vid nummer 32 är Palazzo Caetani beläget. Detta palats var mellan 1948 och 1960 säte för litteraturtidskriften Botteghe Oscure, utgiven av Marguerite Caetani.
Vid breddningen av Via delle Botteghe Oscure under 1930-talets senare hälft revs bland annat kyrkan Santa Lucia dei Ginnasi och Palazzo Ginnasi.

## Bilder

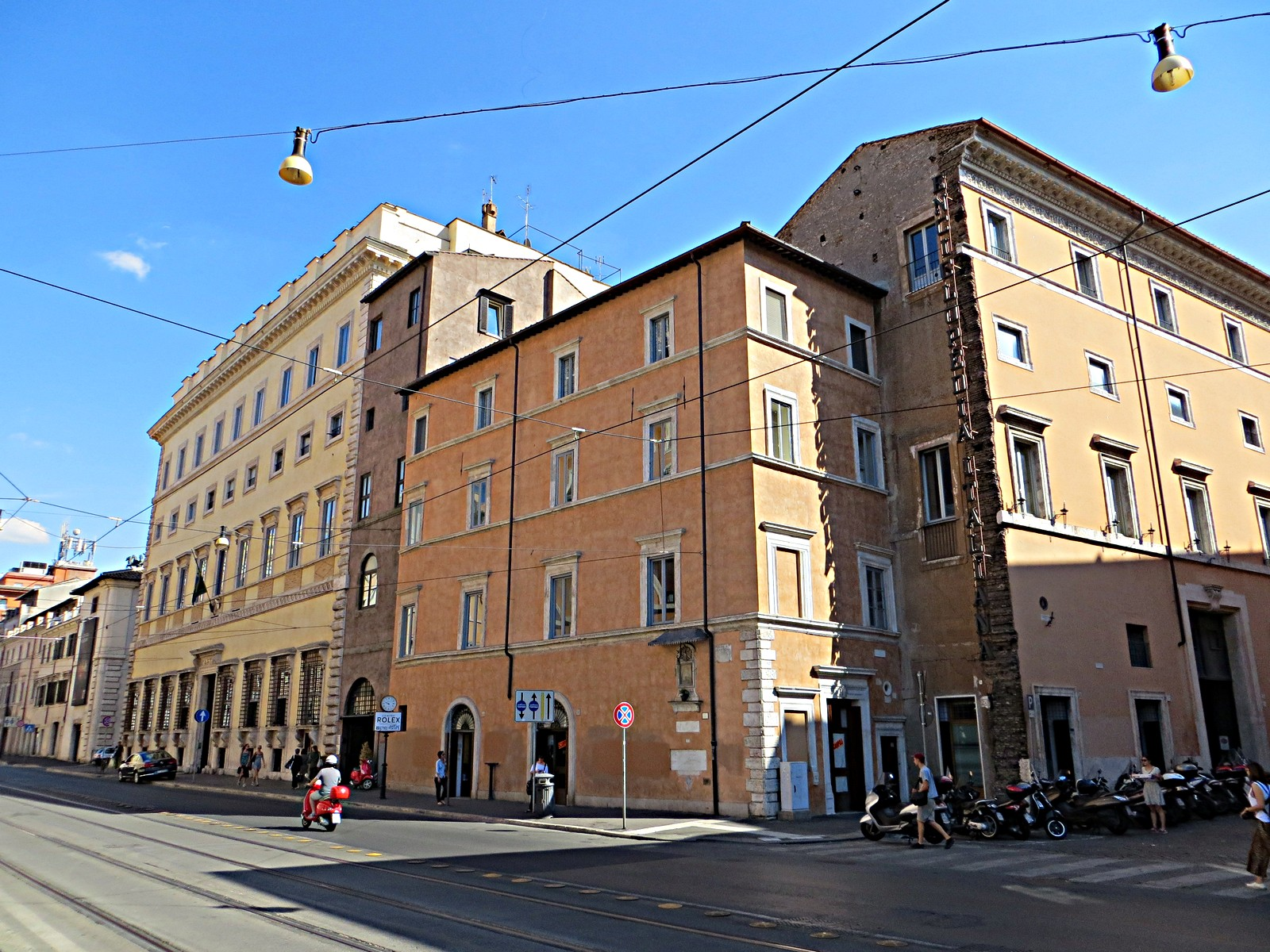
Via delle Botteghe Oscure.
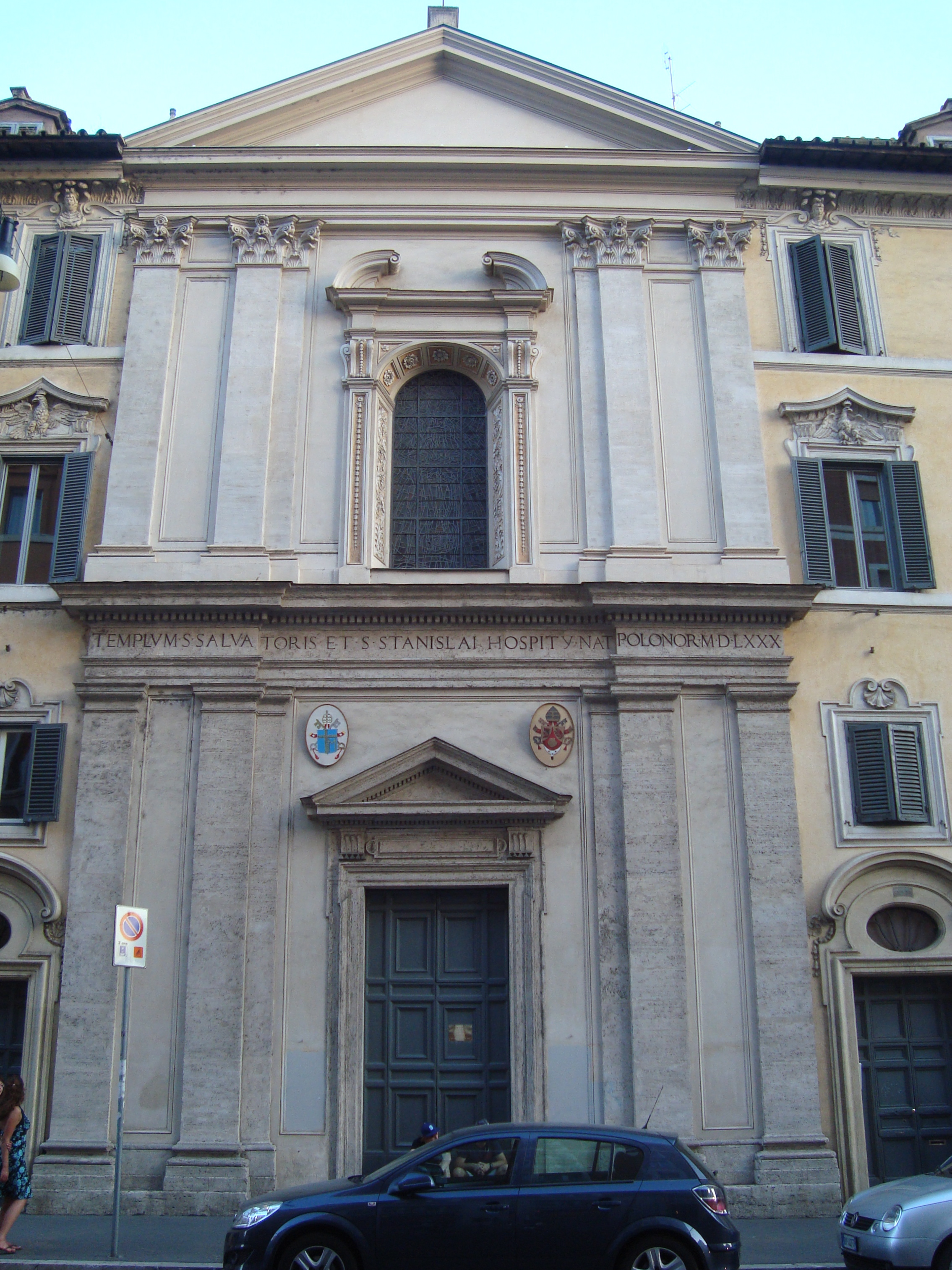
Kyrkan San Stanislao dei Polacchi.
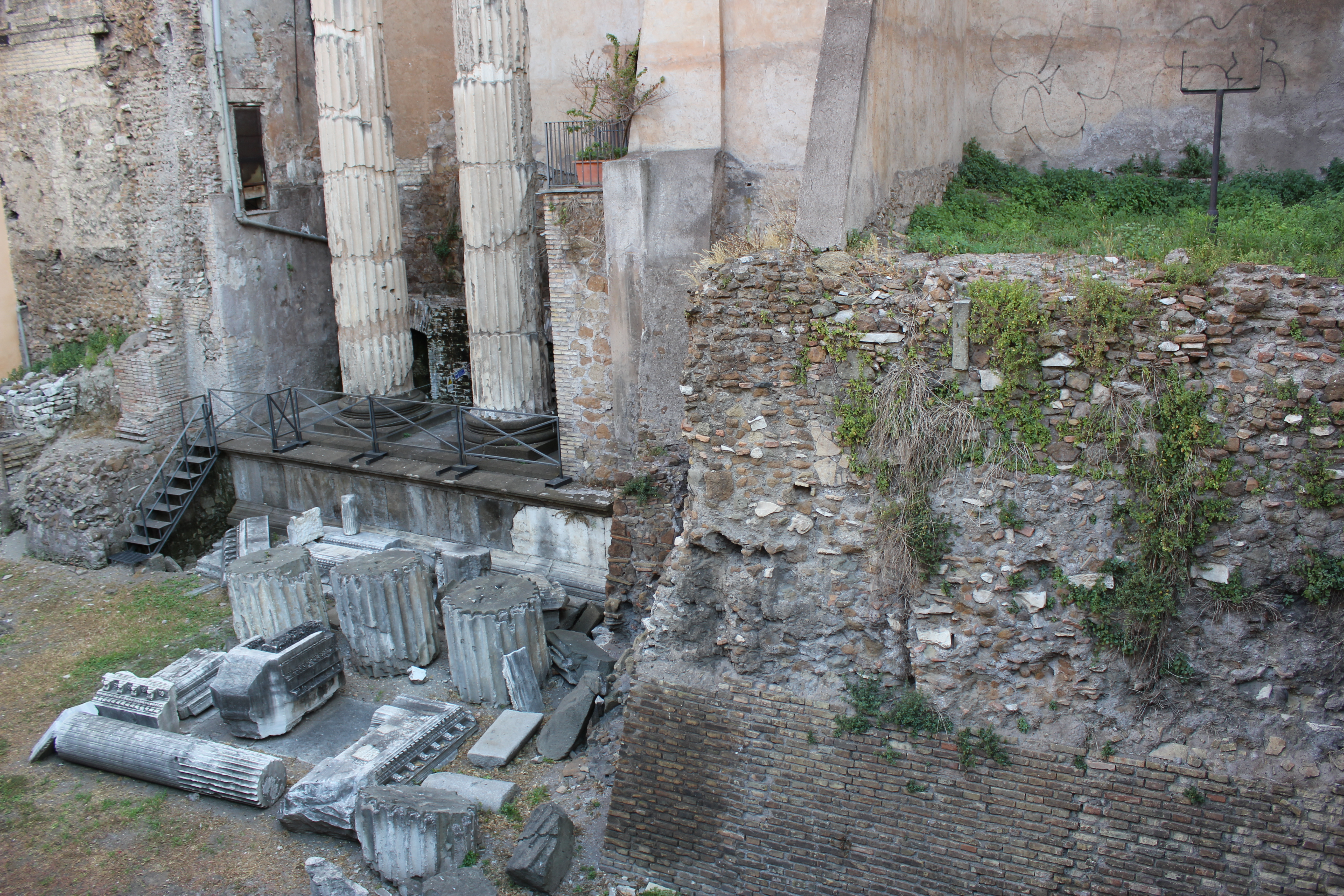
Resterna av Porticus Minucia.
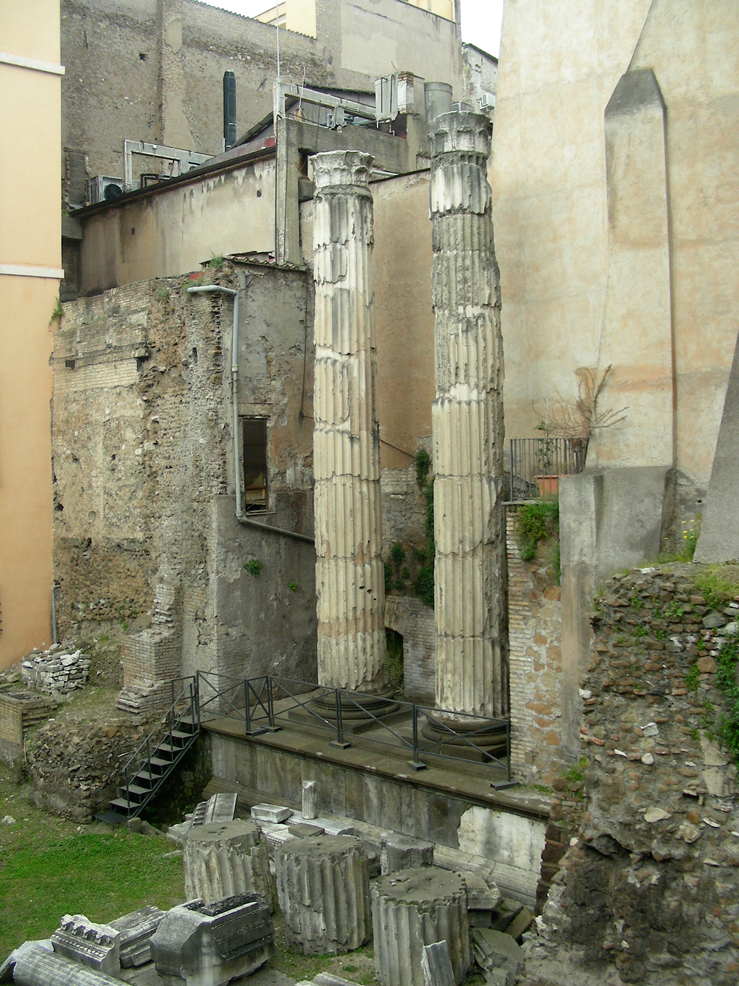
Resterna av Nymfernas tempel.
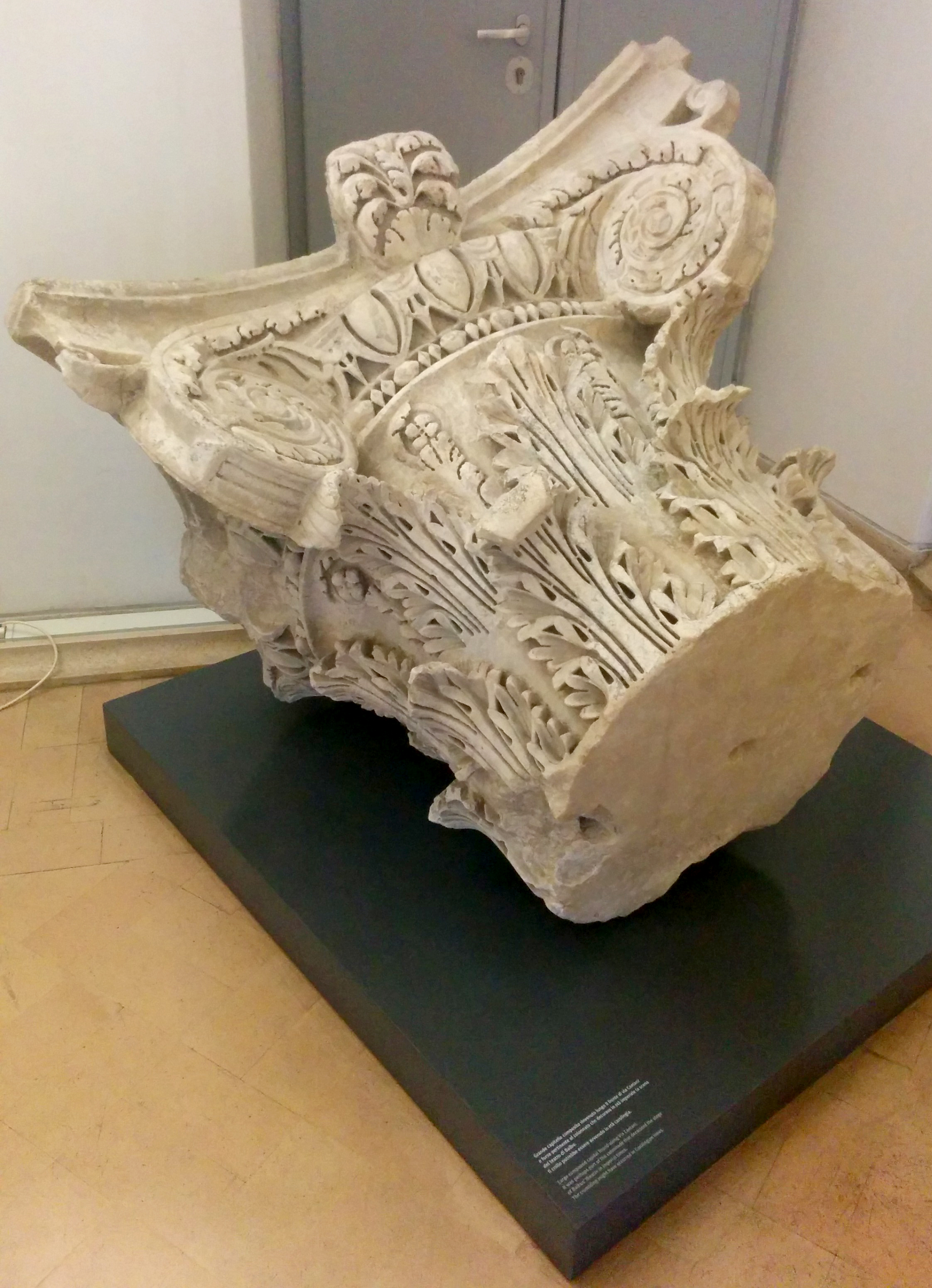
Kolonnkapitäl från Crypta Balbi.
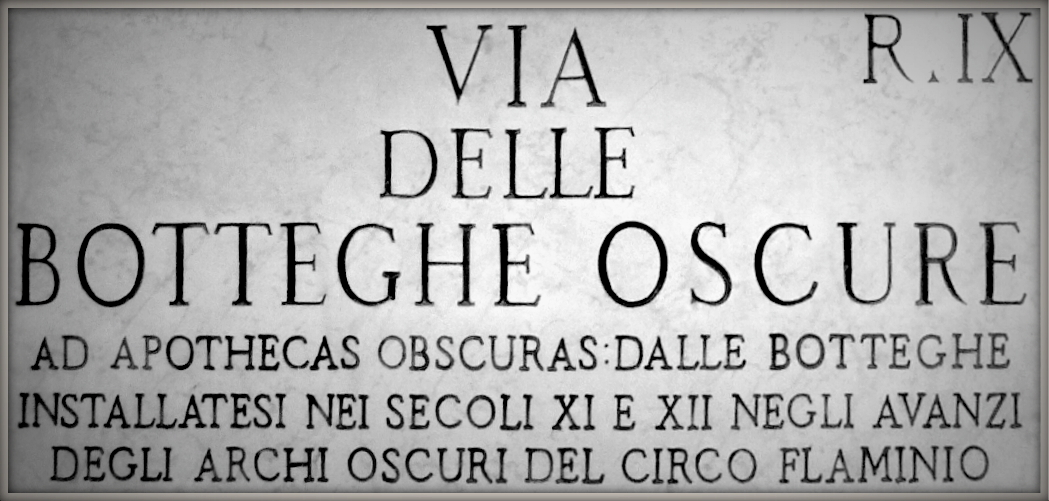